# Подорожі Республіканського радикала в пошуках гарячої води
«Подорожі Республіканського радикала в пошуках гарячої води» (англ. Travels of a Republican Radical in Search of Hot Water) — збірка есе англійського письменника Герберта Веллса. Написана в 1939 році. В книзі присутня дуже відома фраза, через це ця збірка популярна у світі.
| книги | Це незавершена стаття про книгу. Ви можете допомогти проєкту, виправивши або дописавши її. |